# Церемония MTV Video Music Awards 2021
The 2021 MTV Video Music Awards — прошедшая 38-я церемония вручения наград, которая состоялась 12 сентября 2021 года в Нью-Йорке в Barclays Center. Это второй случай, когда этот центр принимал шоу — первый раз был на Церемонии 2013 года. Ведущей шоу стала американская рэперша и певица Doja Cat.
MTV объявила о своём сотрудничестве с некоммерческой организацией 9/11 Day («День 11 сентября») в рамках недели мероприятий, предшествующих VMA, для «повышения осведомленности и позитивных действий», посвящённых 20-летию терактов 11 сентября за день до церемонии награждения.
1 августа на специальной церемонии в Космическом центре Кеннеди в НАСА компания MTV представила обновленную статуэтку «Лунный человек», вручаемую победителям. Редизайн был выполнен нью-йоркской художником Кехинде Вили по заказу в честь 40-летия музыкальной сети. В новом дизайне трофея представлены зеленые виноградные лозы и цветы, которые олицетворяют «инклюзивность и разнообразие, отмеченное исторической, экологической и природной значимостью растений». MTV заявило, что «ботанические лозы, плавно поднимающиеся вверх и вокруг ног, тела и рук фигуры» служат «комментарием к этническим историям, которые окружают Америку», и что «каждая переплетённая виноградная лоза или лист» содержит «различное историческое значение, такое как потомки африканских рабов, вплетённые в американский гобелен».
12 сентября 2021 года рэпер Lil Nas X, певица Оливия Родриго и группа BTS стали самыми награждаемыми артистами вечера с тремя наградами каждый, за ними следуют Билли Айлиш и Джастин Бибер с двумя. Бибер также был самым номинированным артистом, получившим девять номинаций. Бейонсе увеличила своё лидерство в качестве артистки с наибольшим количеством наград в истории шоу, получив свой 29-й трофей. Блю Айви Картер также стала самой молодой победительницей в истории шоу.

## Победители и номинанты
Номинанты были объявлены 11 августа 2021 года. BTS, Оливия Родриго, Lil Nas X выиграли по 3 награды каждые, за ними идут Билли Айлиш, Doja Cat, Silc Sonic и Джастин Бибер, у которых по 2 награды. Лидерами по числу номинаций стали Джастин Бибер (7 номинаций) и Megan Thee Stallion (6), по 5 номинаций у BTS, Оливии Родриго, Билли Айлиш, Тейлор Свифт и Lil Nas X.
Голосование по избранным категориям началось в тот же день и продлилось на веб-сайте VMA до 3 сентября. Голосование за лучшего нового артиста будет продолжалось до окончания выступления. Номинации в социальных категориях, включая Лучшую группу и Песню лета, были объявлены 3 сентября.
Победители перечислены первыми и выделены жирным шрифтом.

### Видео года | Video of the Year
- Lil Nas X — «Montero (Call Me by Your Name)»
- Карди Би (при участии Megan Thee Stallion) — «WAP»
- DJ Khaled (при участии Drake) — «Popstar[англ.]» (при участии Джастина Бибера)
- Doja Cat (при участии SZA) — «Kiss Me More»
- Эд Ширан — «Bad Habits»
- The Weeknd — «Save Your Tears»

### Артист года | Artist of the Year
- Джастин Бибер
- Ариана Гранде
- Doja Cat
- Megan Thee Stallion
- Оливия Родриго
- Тейлор Свифт

### Песня года | Song of the Year
- Оливия Родриго — «Drivers License»
- 24kGoldn (при участии Iann Dior) — «Mood»
- Бруно Марс, Anderson .Paak и Silk Sonic — «Leave the Door Open»
- BTS — «Dynamite»
- Карди Би (при участии Megan Thee Stallion) — «WAP»
- Дуа Липа — «Levitating»

### Лучший новый артист | Best New Artist
(по голосованию в Facebook)
- Оливия Родриго
- 24kGoldn
- Giveon
- The Kid Laroi
- Polo G
- Saweetie

### Лучшее выступление года | Push Performance of The Year
- Оливия Родриго — «Drivers License»
- Wallows — «Are You Bored Yet?»
- Ashnikko — «Daisy[англ.]»
- Saint Jhn — «Gorgeous»
- 24kGoldn — «Coco[англ.]»
- JC Stewart — «Break My Heart»
- Latto — «Sex Lies»
- Madison Beer — «Selfish[англ.]»
- The Kid Laroi — «Without You[англ.]»
- Girl in Red — «Serotonin»
- Foushee — «My Slime»
- Jxdn — «Think About Me»

### Лучшая совместная работа | Best Collaboration
- Doja Cat (при участии SZA) — «Kiss Me More»
- 24kGoldn (при участии Iann Dior) — «Mood»
- Карди Би (при участии Megan Thee Stallion) — «WAP»
- Drake (при участии Lil Durk) — «Laugh Now Cry Later»
- Джастин Бибер (при участии Daniel Caesar и Giveon) — «Peaches»
- Майли Сайрус (при участии Dua Lipa) — «Prisoner»

### Лучшее поп-видео | Best Pop
- Джастин Бибер (при участии Daniel Caesar и Giveon) — «Peaches»
- Ариана Гранде — «Positions»
- Билли Айлиш — «Therefore I Am»
- BTS — «Butter»
- Harry Styles — «Treat People with Kindness»
- Оливия Родриго — «Good 4 U»
- Шон Мендес — «Wonder[англ.]»
- Тейлор Свифт — «Willow»

### Лучшее хип-хоп видео | Best Hip Hop
- Трэвис Скотт (при участии Young Thug и M.I.A.) — «Franchise»
- Карди Би (при участии Megan Thee Stallion) — «WAP»
- Drake (при участии Lil Durk) — «Laugh Now Cry Later»
- Lil Baby (при участии Megan Thee Stallion) — «On Me (Remix)[англ.]»
- Moneybagg Yo — «Said Sum»
- Polo G — «Rapstar»

### Лучшее R&B видео | Best R&B
- Silk Sonic, Бруно Марс и Anderson .Paak — «Leave the Door Open»
- Бейонсе, Блю Айви Картер, Saint Jhn и Wizkid — «Brown Skin Girl»
- Chris Brown и Young Thug — «Go Crazy»
- Giveon — «Heartbreak Anniversary»
- H.E.R. (при участии Chris Brown) — «Come Through»
- SZA — «Good Days»

### Лучшее К-поп видео | Best K-pop
- BTS — «Butter»
- Blackpink и Селена Гомес — «Ice Cream»
- (G)I-dle — «Dumdi Dumdi»
- Monsta X — «Gambler»
- Seventeen — «Ready to Love»
- Twice — «Alcohol-Free»

### Лучшее латинское видео | Best Latin
- Billie Eilish и Rosalía — «Lo Vas a Olvidar»
- Bad Bunny и Jhay Cortez — «Dakiti»
- Black Eyed Peas и Шакира — «Girl like Me»
- J Balvin, Дуа Липа, Bad Bunny, и Tainy — «Un Dia (One Day)»
- Karol G — «Bichota»
- Малума — «Hawái»

### Лучшее рок-видео | Best Rock
- Джон Мейер — «Last Train Home»
- Evanescence — «Use My Voice»
- Foo Fighters — «Shame Shame»
- The Killers — «My Own Soul’s Warning»
- Kings of Leon — «The Bandit»
- Ленни Кравиц — «Raise Vibration»

### Лучшее альтернативное видео | Best Alternative
- Machine Gun Kelly (при участии blackbear) — «My Ex’s Best Friend»
- Bleachers — «Stop Making This Hurt»
- Glass Animals — «Heat Waves»
- Imagine Dragons — «Follow You»
- Twenty One Pilots — «Shy Away»
- Willow (при участии Трэвиса Баркера) — «Transparent Soul»

### Video for Good
- Билли Айлиш — «Your Power»
- Деми Ловато — «Dancing with the Devil»
- H.E.R. — «Fight for You»
- Кейн Браун — «Worldwide Beautiful»
- Lil Nas X — «Montero (Call Me by Your Name)»
- Фаррелл Уильямс (при участии Jay-Z) — «Entrepreneur»

### Лучшая группа | Best Group
- BTS
- Blackpink
- CNCO
- Foo Fighters
- Jonas Brothers
- Maroon 5
- Silk Sonic
- Twenty One Pilots

### Песня лета | Song of Summer
- BTS — «Butter»
- Билли Айлиш — «Happier Than Ever»
- Camila Cabello — «Don’t Go Yet»
- DJ Khaled (при участии Lil Baby и Lil Durk) — «Every Chance I Get»
- Doja Cat — «Need to Know»
- Дуа Липа — «Levitating»
- Эд Ширан — «Bad Habits»
- Giveon — «Heartbreak Anniversary»
- Джастин Бибер (при участии Daniel Caesar и Giveon) — «Peaches»
- The Kid Laroi и Джастин Бибер — «Stay»
- Lil Nas X и Jack Harlow — «Industry Baby»
- Лиззо (при участии Карди Би) — «Rumors»
- Megan Thee Stallion — «Thot Shit»
- Нормани (при участии Карди Би) — «Wild Side»
- Оливия Родриго — «Good 4 U»
- Шон Мендес и Tainy — «Summer of Love»

### Лучшая режиссура | Best Direction
- Lil Nas X — «Montero (Call Me by Your Name)» (режиссёр: Lil Nas X и Tanu Muino)
- Билли Айлиш — «Your Power» (режиссёр: Билли Айлиш)
- DJ Khaled (при участии Drake) — «Popstar[англ.]» (при участии Justin Bieber) (режиссёр: Julien Christian Lutz aka Director X)
- Тейлор Свифт — «Willow» (режиссёр: Taylor Swift)
- Трэвис Скотт (при участии Young Thug и M.I.A.) — «Franchise» (режиссёр: Трэвис Скотт)
- Tyler, The Creator — «Lumberjack[англ.]» (режиссёр: Wolf Haley)

### Лучшая художественная работа | Best Art Direction
- Saweetie (при участии Doja Cat) — «Best Friend[англ.]» (художник-постановщик: Art Haynes)
- Бейонсе, Shatta Wale и Major Lazer — «Already[англ.]» (художник-постановщик: Susan Linns, Gerard Santos)
- Эд Ширан — «Bad Habits» (художник-постановщик: Alison Dominitz)
- Леди Гага — «911» (художник-постановщик: Tom Foden, Peter Andrus)
- Lil Nas X — «Montero (Call Me by Your Name)» (художник-постановщик: John Richoux)
- Тейлор Свифт — «Willow» (художник-постановщик: Ethan Tobman, Regina Fernandez)

### Лучшая хореография | Best Choreography
- Harry Styles — «Treat People with Kindness» (хореограф: Paul Roberts)
- Ариана Гранде — «34+35» (хореографы: Brian Nicholson & Scott Nicholson)
- BTS — «Butter» (хореографы: Son Sung with BHM Performance Directing Team)
- Эд Ширан — «Bad Habits» (хореограф: Natricia Bernard)
- Foo Fighters — «Shame Shame» (хореограф: Nina McNeely)
- Marshmello и Холзи — «Be Kind» (хореограф: Dani Vitale)

### Лучшая операторская работа | Best Cinematography
- Бейонсе, Blue Ivy Carter, Saint Jhn и Wizkid — «Brown Skin Girl» (оператор: Benoit Soler, Malik H. Sayeed, Mohammaed Atta Ahmed, Santiago Gonzalez, Ryan Helfant)
- Билли Айлиш — «Therefore I Am» (оператор: Rob Witt)
- Foo Fighters — «Shame Shame» (оператор: Santiago Gonzalez)
- Джастин Бибер (при участии Chance the Rapper) — «Holy» (оператор: Elias Talbot)
- Леди Гага — «911» (оператор: Jeff Cronenweth)
- Лорд — «Solar Power» (оператор: Andrew Stroud)

### Лучший монтаж | Best Editing
- Silk Sonic, Бруно Марс и Андерсон Пак — «Leave the Door Open» (монтаж: Troy Charbonnet)
- BTS — «Butter» (монтаж: Yong Seok Choi from Lumpens)
- Дрейк — «What's Next» (монтаж: Noah Kendal)
- Гарри Стайлз — «Treat People with Kindness» (монтаж: Claudia Wass)
- Джастин Бибер (при участии Daniel Caesar и Giveon) — «Peaches» (монтаж: Mark Mayr, Vinnie Hobbs)
- Майли Сайрус (при участии Дуа Липы) — «Prisoner»

### Лучшие визуальные эффекты | Best Visual Effects
- Lil Nas X — «Montero (Call Me by Your Name)» (визуальные эффекты: Mathematic)
- Белла Порч — «Build a Bitch» (визуальные эффекты: Andrew Donoho, Denhov Visuals, Denis Strahhov, Rein Jakobson, Vahur Kuusk, Tatjana Pavlik, Yekaterina Vetrova)
- Coldplay — «Higher Power» (визуальные эффекты: Mathematic)
- Doja Cat & The Weeknd — «You Right» (визуальные эффекты: La Pac, Anthony Lestremau, Julien Missaire, Petr Shkolniy, Alexi Bailla, Micha Sher, Antoine Hache, Mikros MPC, Nicolas Huget, Guillaume Ho Tsong Fang, Benjamin Lenfant, Stephane Pivron, MPC Bangalore, Chanakya Chander, Raju Ganesh, David Rouxel)
- Glass Animals — «Tangerine» (визуальные эффекты: Ronan Fourreau)
- P!nk — «All I Know So Far[англ.]» (визуальные эффекты: BUF; VFX Supervisors: Dominique Vidal & Geoffrey Niquet; VFX-продюсеры: Annabelle Zoellin & Camille Gibrat)

### MTV Global Icon Award
- Foo Fighters